# Portões fechados
Portões fechados (Português Brasileiro) ou à porta fechada (Português Europeu) é um termo usado em diversos esportes, principalmente futebol, que descreve uma partida ou competição em que não é permitida a entrada de espectadores ao local de disputa para assisti-la. Suas causas podem ser uma punição dada ao mandante por um certo ato cometido no passado, a falta de segurança do estádio ou ginásio, para prevenir eventuais brigas entre os torcedores ou mesmo por questões de prevenção a doenças, como ocorreu em muitos países por causa da pandemia de COVID-19. No futebol, o termo é baseado nos artigos 7, 12 e 24 do código disciplinar da FIFA.